# Liborius van Le Mans

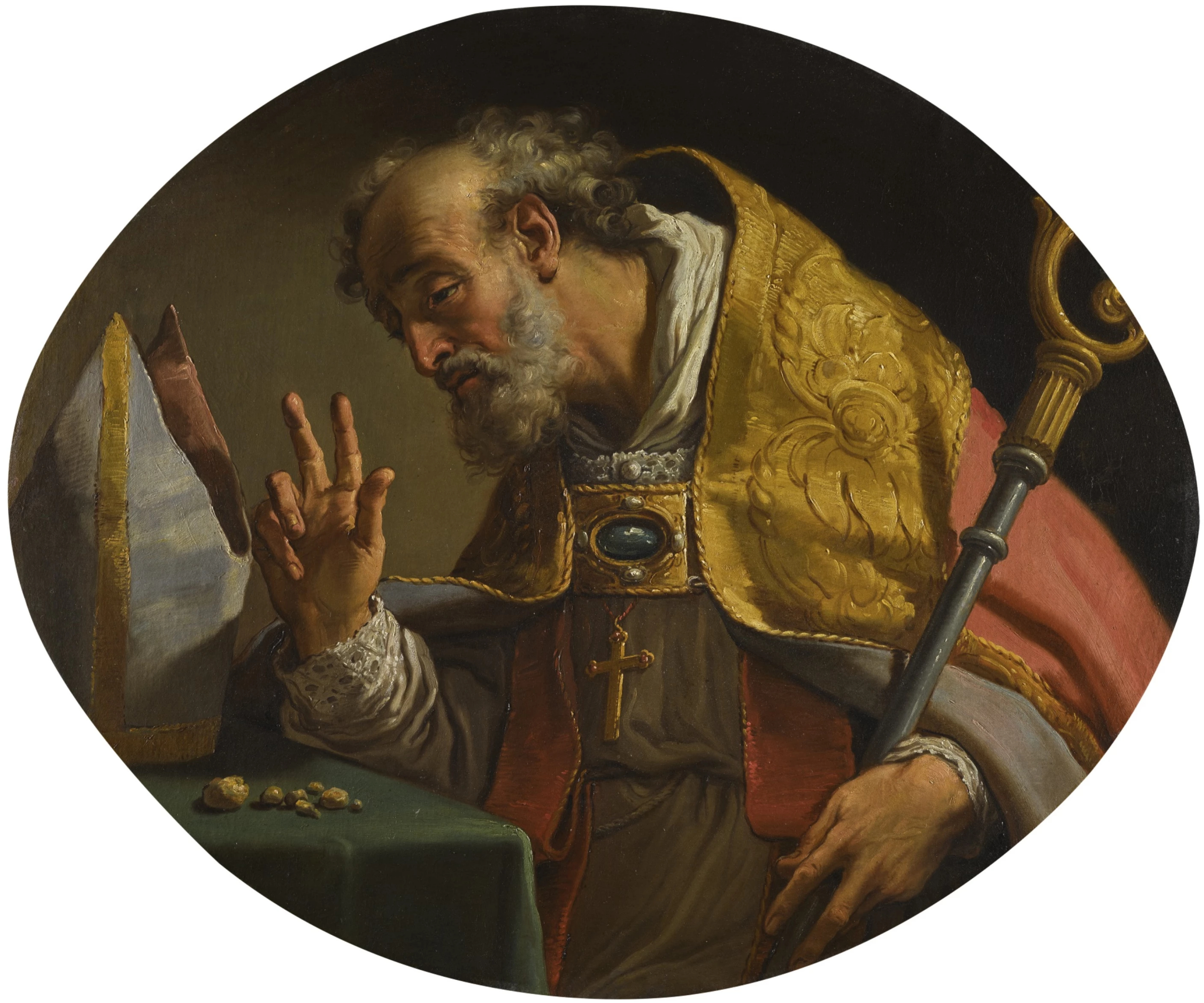
De heilige Liborius onderzoekt galstenen door Gaetano Gandolfi, eind 18de eeuw

Liborius (onbekend - 397), meer gepreciseerd: Liborius van Le Mans, was een heilige. Zijn feest- en gedenkdag is op 23 juli; de translatie vindt plaats op 28 april, met de aankomst der relieken in Paderborn op 28 mei.
Over de historische figuur van Liborius is weinig bekend. Over zijn geboortedatum bestaat geen duidelijkheid. Volgens middeleeuwse heiligenlegenden zou hij 47 jaar lang bisschop in de Gallo-Romeinse civitas Le Mans zijn geweest. Hij zou bevriend zijn geweest met de heilige Martinus van Tours. Een legende verhaalt, dat Liborius in 397 in de armen van Martinus zou zijn gestorven. Ten tijde van keizer Lodewijk de Vrome kwamen de gebeenten van verscheidene heiligen van het westelijke naar het oostelijk deel van Lodewijks rijk. Dit was ook bij Liborius het geval. Op zondag 28 mei 836, eerste pinksterdag, kwamen de relieken van Liborius aan te Paderborn. De plaatselijke bisschop, Badurad (815–862) liet ze onderbrengen in de Dom van die stad. Volgens een legende zou een pauw het gezelschap bij de reis van Le Mans naar Paderborn als levende wegwijzer zijn vooruitgegaan.
Er ontwikkelde zich daarna een heiligencultus van Liborius, met als geografisch zwaartepunt Westfalen. In de late middeleeuwen werd hij aangeroepen als helper bij diverse ziektes van de ingewanden, o.a. bij nierstenen. De aartsbisschop van Mainz, Werner von Eppstein († 1284), zou na bij het graf van de heilige te hebben gebeden, van zijn nierstenen verlost zijn.
Liborius' attributen zijn enige steentjes, een opengeslagen boek, een pauw en het bisschoppelijk ornaat.
Na de Reformatie en de katholieke Contrareformatie werd deze cultus geleidelijk minder belangrijk en minder intensief.
Sinds 1969 is Liborius geen door de wereldwijde Rooms-Katholieke Kerk erkende heilige meer, doch slechts een regionaal vereerd heilige. Hij is toen geschrapt uit het algemene Calendarium Romanum Generale (zie: Heiligenkalender).
Zowel in Le Mans als in Paderborn zegt men met gepaste trots, dat de translatio van Liborius' relieken de oudste stedenpartnerschap ter wereld teweeggebracht heeft.
Liborius wordt met name vereerd in de Duitse stad Paderborn. Een reliekschrijn, waarin zich zijn gebeente zou bevinden, staat in een speciaal daarvoor ingerichte kapel van de Dom van Paderborn en wordt jaarlijks plechtig in een processie door de stad gedragen. Deze processie is een van de hoogtepunten van het jaarlijkse, doorgaans meer dan een miljoen bezoekers trekkende, Libori-feest in die stad. Dat begint op de eerste zaterdag na de heiligendag van Liborius, 23 juli, en duurt negen dagen. Het feest, waarbij ook een delegatie uit Le Mans aanwezig is, is het grootste jaarlijkse evenement in Paderborn. Dit translatiefeest gaat terug op de hierboven vermelde gebeurtenis in het jaar 836. Toen werden de relieken van Sint Liborius plechtig van Le Mans naar Paderborn overgebracht, wat ook toen al met een groot volksfeest gepaard ging.
In Nederland bestaat één aan Liborius gewijde kerk: de Sint-Liboriuskerk te Dinxperlo, die sinds de Reformatie een protestants kerkgebouw is.
In België staat in de stad Antwerpen op het adres Keizerstraat 21 de Sint-Annakapel of Keizerskapel. Ook deze is aan o.a. Sint Liborius gewijd.

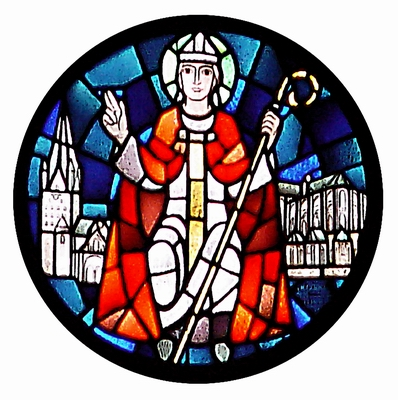
Liboriusvenster in de Dom te Paderborn
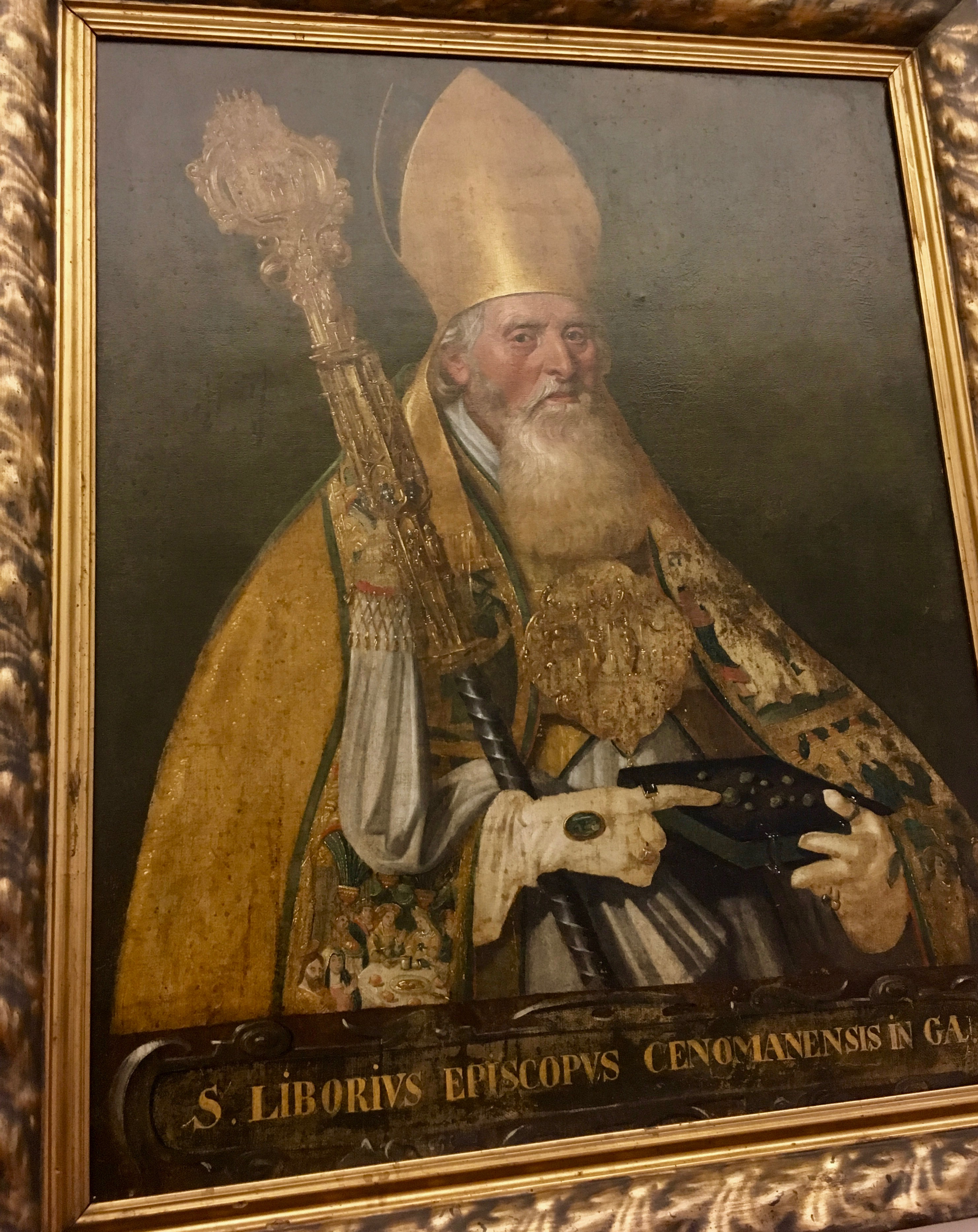
Portret van St. Liborius
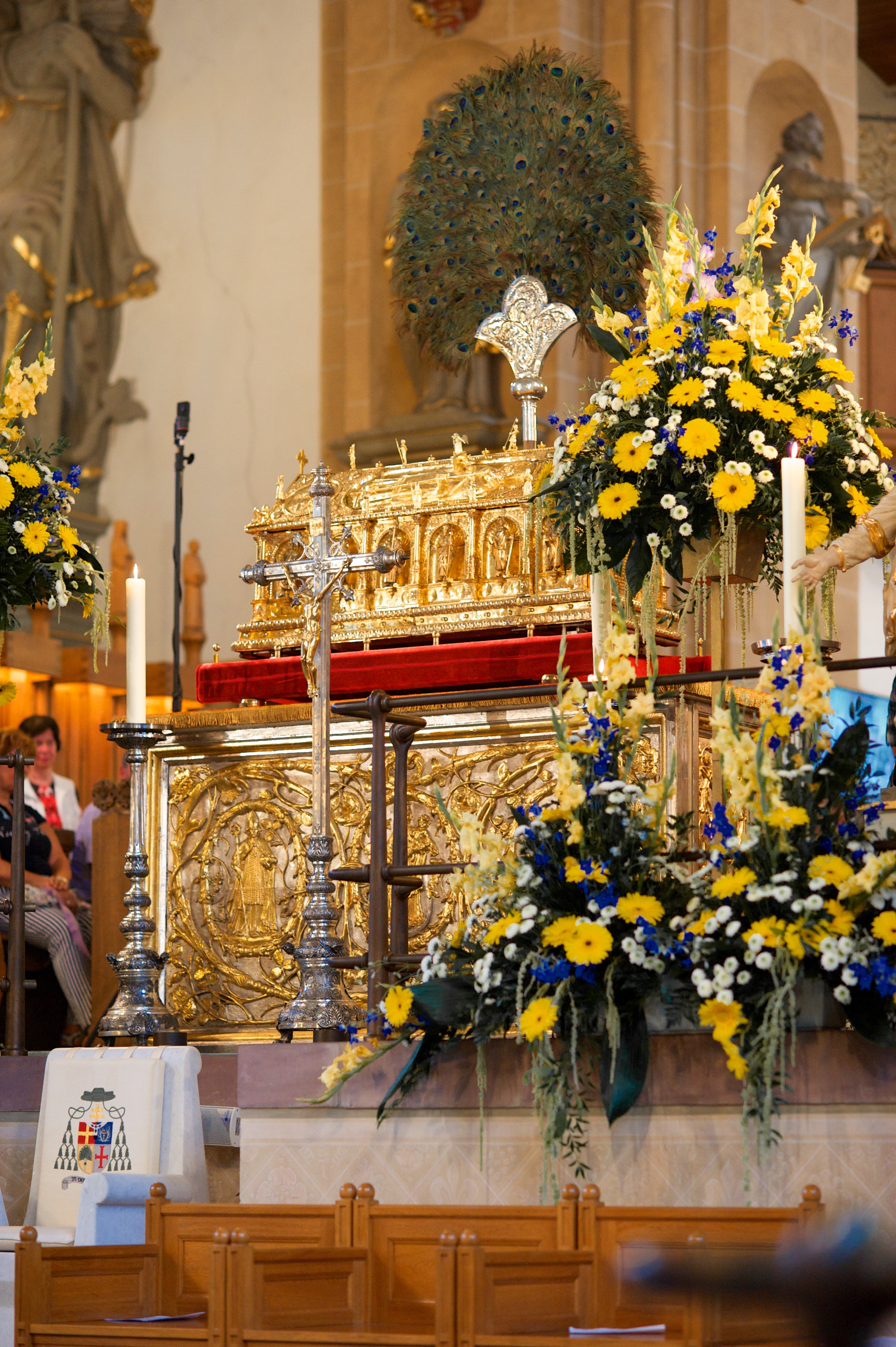
St.Liboriusschrijn in de Dom van Paderborn.
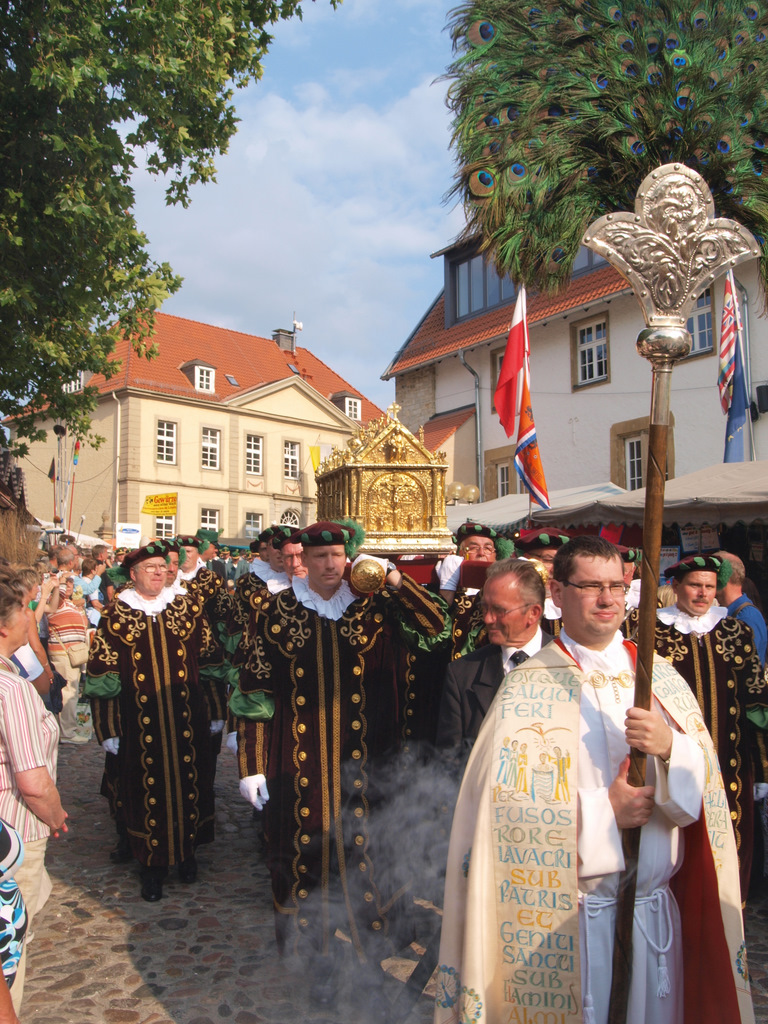
De Libori-processie te Paderborn (foto anno 2010)

- Gemeinsame Normdatei: 118572598
- Library of Congress Control Number: n86118010
- Nationale Bibliotheek van Tsjechië: mzk2012730524
- Nationale Bibliotheek van Israël: 987007271424105171
- Nederlandse Thesaurus van Auteursnamen: 080446221
- Virtual International Authority File: 60569780